# APKWS
Az APKWS (AGR-20 Advanced Precision Kill Weapon System) egy félaktív lézeres (SAL) rávezető rendszer, amely NATO-ban szabványos 70 milliméteres nem irányított rakétákat precíziós fegyverré alakítja. A 2012-ben rendszerbe állított APKWS rendszer előnye a költséghatékonysága: lehetségessé vált olyan célpontok kiiktatása akár egyetlen rakétával is, amelyekre korábban nagyobb és drágább Hellfire páncéltörő rakétát kellett indítani. A rendszer elsődleges felhasználója az Amerikai Egyesült Államok hadereje, de néhány másik ország is alkalmazza.

## Kialakítása és jellemzői
Az APKWS kialakításánál fontos szempont volt, hogy meglévő rakétakészletek illetve rakétaindító-konténerek változtatás nélkül használhatóak legyenek az új rávezető rendszerrel. A 70 mm-es (amerikai terminológia szerint 2,75 hüvelykes) rakéták rendszerint két részből állnak: egy rakétahajtóműből és egy harcirészből. Utóbbiból nagyon sokféle van: feladatnak megfelelő robbanófej egyszerűen rárögzíthető a rakétahajtóműre. 

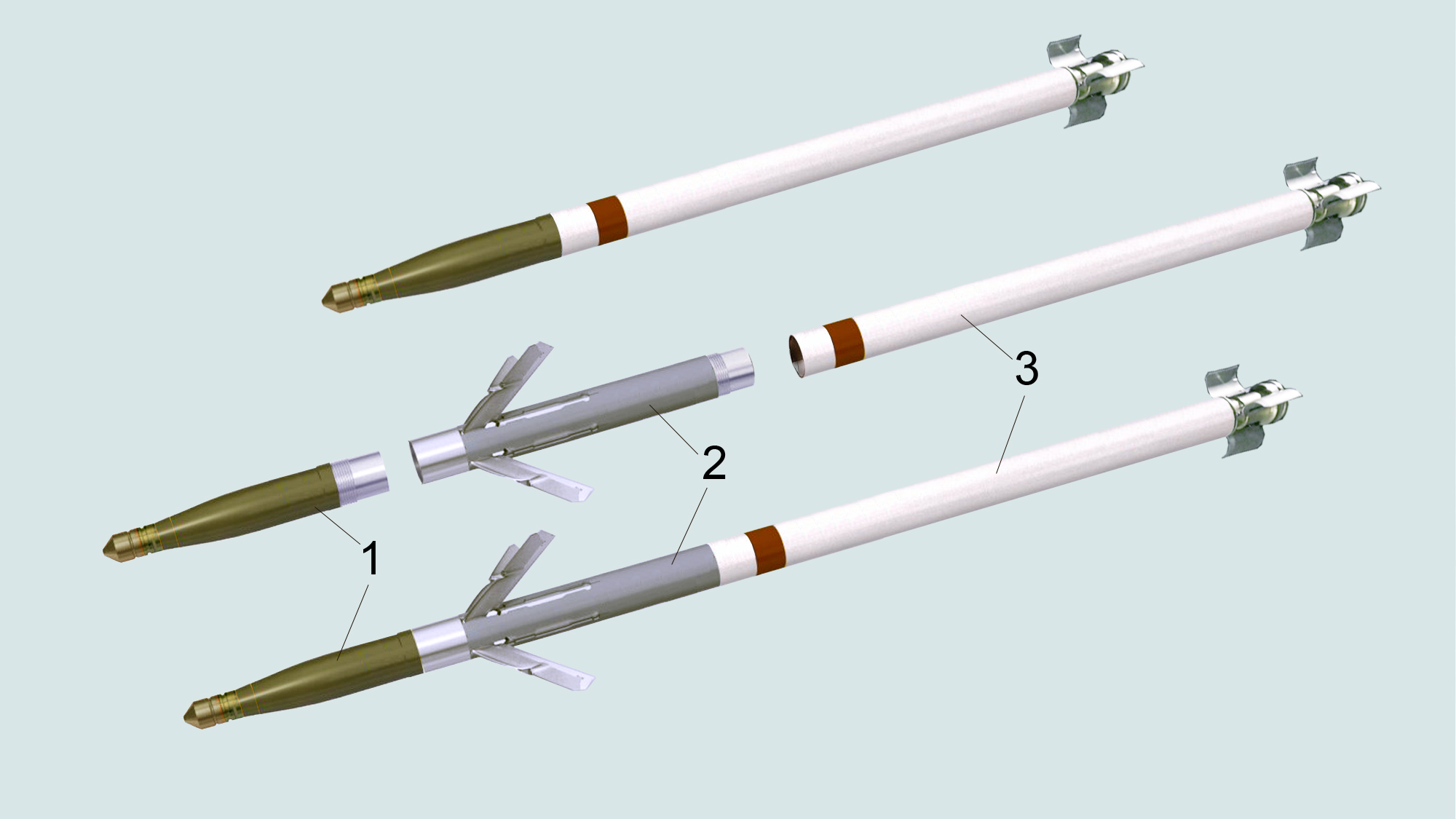
1. Robbanófej, 2. APKWS, 3. Rakétahajtómű

A nem irányított rakéták precíziós fegyverré alakításához csak annyit kell tenni, hogy az APKWS irányító szekcióját be kell iktatni a hajtómű és harcirész közé. Mivel az irányító szekció a rakéta közepére került, így értelemszerűen nem láthatja a célmegjelölésére használt lézersugár visszaverődését a célpontról. Ennek a problémának  a megoldására a visszaverődést érzékelő rendszer a kilövés után kinyíló négy vezérsíkon kapott helyet. Ennek a megoldásnak az előnye még más hasonló rendszerekkel szemben, hogy a kilövés pillanatáig az érzékelő optika védve van, nem koszolódik hordozás közben, ami növeli a rendszer megbízhatóságát.
Az amerikai fegyveres erőknél rendszeresített Hydra 70 típusú rakétákkal használják általában az APKWS rendszert, de sikeresen tesztelték az Európában elterjedtebb belga-francia Forges de Zeebrugge (FZ) gyártmányú rakétákkal is. Megjegyzendő, hogy a Magyar Honvédség is az FZ nem irányított rakétáit szerezte be helikopterereihez, így elvi lehetősége megvan annak, hogy később az APKWS is bekerüljön a a Honvédség arzenáljába.
Az APKWS-szel felszerelt rakéták számos éles bevetésen vettek részt többek között Afganisztánban, ahol az esetek 93 százalékában eltalálták a megjelölt célt. Mára több mint 37 ezer APKWS-készlet került leszállításra a megrendelők részére.
A APKWS rakéták Ukrajnában földi járművekről indítva is bevetésere kerülnek: többek között olyan lassú légi célok mint például drónok ellen is hatásosnak bizonyulnak a nagy pontosságuknak köszönhetően.

## Hordozó platformok
- AH-1 Cobra
- AH-6 Little Bird
- AH-64 Apache
- UH-1Y Venom
- UH-60 Black Hawk / MH-60 Sea Hawk
- IA-407
- Tiger ARH
- F-16 Fighting Falcon
- AV-8B Harrier II
- A-10 Warthog
- A-29 Super Tucano
- OV-10 Bronco
- OH-58 Kiowa Warrior

## Típusváltozatok, speciális alkalmazások
VAMPIRE - drónelhárító rendszer, amely az APKWS-szel felszerelt Hydra 70 rakétát használ drónok ellövésére.

## Hasonló rendszerek
- Cirit - török gyártású lézeres irányított 70 mm-es rakéta
- FZ275 - a belga-francia Forges de Zeebrugge vállalt lézeres irányított 70 mm-es rakétája
- CRV7-PG - kanadai lézeres irányított 70 mm-es rakéta

## Fordítás
Ez a szócikk részben vagy egészben  az   Advanced Precision Kill Weapon System című angol Wikipédia-szócikk fordításán alapul.  Az eredeti cikk szerkesztőit annak laptörténete sorolja fel. Ez a jelzés csupán a megfogalmazás eredetét és a szerzői jogokat jelzi, nem szolgál a cikkben szereplő információk forrásmegjelöléseként.